# Liparetrus tenebrosus
Liparetrus tenebrosus är en skalbaggsart som beskrevs av Britton 1980. Liparetrus tenebrosus ingår i släktet Liparetrus och familjen Melolonthidae. Inga underarter finns listade i Catalogue of Life.